# The Kitahama
The Kitahama es un rascacielos residencial situado en Kitahama, Chūō-ku, Osaka, Japón. Con una altura de 209 metros, es el cuarto edificio más alto de Osaka y el 23.º edificio más alto de Japón. También es el edificio residencial más alto de Japón. La estación de tren más cercana es la estación de Kitahama.